# ¿Quién quiere casarse con mi hijo? (Chile)
¿Quién quiere casarse con mi hijo? es un programa de citas chileno producido por Eyeworks Cuatro Cabezas para la cadena de televisión Mega. Fue estrenado el 7 de agosto de 2012 y está presentado por Vivi Kreutzberger. En el programa, cinco hombres, intentarán conocer a un grupo de candidatas que competirán para mostrarse como las perfectas esposas. Sin embargo, no sólo tendrán que conquistarlos a ellos ya que sus madres, deseosas de que sus "retoños" se enamoren y sienten la cabeza, tomarán parte en el proceso de selección. Quién quiere casarse con mi hijo es la adaptación del formato Who wants to marry my son? y que ya ha sido versionado en numerosos países como Noruega, Bélgica, Holanda, Alemania, España, Argentina y Francia.

## Mecánica
Cinco solteros buscarán al amor de sus vidas y sus madres a la nuera ideal y a la mujer que haga más feliz a sus vástagos. A medida que pasen las semanas, madres e hijos irán descartando a pretendientes tras difíciles decisiones que sacarán a la luz los desacuerdos y diferencias de criterio entre ambos.
La tarea de las aspirantes a nueras consiste en conquistar el corazón del muchacho en cuestión y también de su posible futura suegra. Los participantes van conociéndose mediante charlas, salidas y diferentes actividades. Los solteros deben ir enfocándose en aquellas mujeres con las que tengan mayor afinidad. El participante que forme una pareja recibirá, al finalizar el ciclo, un viaje para él y su novia con el fin de que el vínculo se consolide.

## Primera edición (2012)

### Concursantes
| Participantes (Hijos) | Ayudantes (Madres) | Edad    | Profesión                          | Información / Decisión            |
| --------------------- | ------------------ | ------- | ---------------------------------- | --------------------------------- |
| Javier Quezada        | Carmen Merino      | 46 años | Ingeniero comercial                | Carmen (su madre)                 |
| Francisco Cádiz       | Érika Valdivia     | 28 años | Supervisor de caja de supermercado | Ninguna                           |
| Max Castro            | Jimena Bisquertt   | 28 años | Publicista                         | Jimena (su madre)                 |
| Ricardo Traslaviña    | Gabriela Lamas     | 33 años | Estríper                           | Fernanda                          |
| Rodrigo Álvarez       | Bárbara Fernández  | 26 años | Técnico informático                | Carolina (Candidata de Francisco) |

### Las conquistas
Desde el primer programa, 10 chicas, tienen que conquistar primero a los participantes con los que tienen una cita y después a sus respectivas madres. Tras realizar durante cinco minutos un test de compatibilidad a cada uno de los pretendiente, los concursantes eligieron a siete aspirantes y por tanto, a sus candidatas oficiales. Sin embargo, en el primer programa eran expulsadas tres pretendientas de cada concursante.
Primer programa:
- Francisco Cádiz tiene 28 años y es supervisor de cajas de supermercado. Pancho se considera como un tipo vanidoso, fiestero y cabro chico. Su sueño siempre ha sido ser bailarín y cantante, de hecho cuando tenía 10 años ganó un premio municipal por canto, asegura que desde ese minuto su amor por esa rama del arte ha calado hondo por sus venas. Su ingreso al programa se debe porque quiere encontrar a una mujer señorita, que sepa cocinar y con un excelente estado físico.

Las clasificadas fueron: Celeste, Carolina, Karen, Belén, Mónica, Paulina y Jocelyn. Las eliminadas fueron: Marcela y dos participantes más que se desconocen.
- Javier Quezada tiene 46 años y es ingeniero comercial, su sueño es tener un programa de televisión dedicado a la cocina, donde pueda mostrar todos sus dotes culinarios al público. Es un hombre cariñoso, caballero, transparente y conservador. Cuando le atrae una mujer se demora más de lo habitual en concretar algo con ella, debido a la mala experiencia que tuvo en su antiguo matrimonio. Entró al programa para vivir una experiencia distinta en su vida, pero dice que es, prácticamente, imposible encontrar el amor verdadero en una situación así, aunque de todas formas lo intentará.

Las clasificadas fueron: Sarita, Claudia, Barbie, Marta, Isidora, Claudia Riffo y Carlita.
- Max Castro tiene 28 años y es productor de publicidad. Dice ser un hombre que se enamora muy rápido, pero que con el paso del tiempo comienza a encontrar defectos, por lo que no dura mucho tiempo en una relación. Le gustan las mujeres guapas, inteligentes y alegres. Reconoce que cuando le interesa de verdad una mujer la lleva a su casa para presentarla en familia, de lo contrario no. Tiene una excelente relación con su madre.

Las clasificadas fueron: Cony, Camila, Andrea, Pilar, Fabiana, Romina y Caco.
- Rodrigo Álvarez tiene 26 años y es técnico informático. Es un joven caballero, respetuoso, romántico y tímido con las mujeres que realmente le gustan. Es fanático de los autos y le encanta ir al gimnasio, de hecho va cada vez que tiene tiempo libre. No fuma ni toma y le gusta salir a bailar. Considera a su madre como una amiga y confidente, a la que pide consejos cada vez que los necesita.

Las clasificadas fueron: Marión, Norma, Lady, Javiera, Marcela, Fabiola y Bárbara.
- Ricardo Traslaviña tiene 33 años y es estríper. Estuvo casado y es padre de un hijo. Actualmente busca encontrar una mujer tranquila, que lo quiera y que comparta con él las pequeñas cosas de la vida. Ricardo es Técnico profesional en Maquinaria Industrial, pero trabaja como Estríper hace varios años. Según relata un día mientras trabajaba como guardia en una discoteque se dedicó a observar un show de unos vedettos, preguntó cuánto pagaban y pensó que él lo haría mucho mejor. Tiempo más tarde comenzó a dedicarse a ello y hoy caracteriza personajes como el bombero sexy, la máscara, Batman y Darth Vader. Ha ganado tres veces el título de ‘mejor vedetto del año’.

Las clasificadas fueron: Fernanda, Ruth, Yanina, Michelle, Carolina, Cony y Romina.
Segundo programa:
- En el segundo programa de ¿Quién quiere casarse con mi hijo?, los chicos pudieron conocer un poco más a sus aspirantes. Desde ahí, fue el turno de las madres donde pasaron una día a solas con las chicas para conocerlas a todas mejor. Tras este encuentro entre madres y futuras nueras, los solteros tuvieron una nueva oportunidad para estar a solas con quienes buscaban conquistar su amor. Surgieron las primeras lágrimas, las primeras peleas, los celos y la decepción de algún que otro soltero ante alguna de sus candidatas.

Tercer programa:
- En el tercer programa, las madres de los chicos se convirtieron en las anfitrionas de sus casas y marcaron unas reglas en la convivencia. Una vez allí instaladas, empiezan a surgir los primeros flechazos entre "algunos" solteros y las chicas y, por primera vez desde que comenzó el programa, tuvieron una cita a solas con la candidata elegida. Pero además, el programa es testigo de los primeros conflictos entre las madres y algunas de las chicas. Al finalizar el programa, llegó el momento de las expulsiones: tras un intenso debate entre madres e hijos, los solteros eliminaron a dos candidatas. Algunos de ellos hicieron caso omiso a los consejos de su madre y otros, pese a estar fascinados con alguna de las candidatas, aceptaron la opinión.

Rodrigo eliminó a: Fabiola y Bárbara. Cita individual con: Lady.
Ricardo eliminó a: Yanina y Carolina. Cita individual con: Fernanda.
Max eliminó a: Pilar y Caco. Cita individual con: Fabiana.
Francisco eliminó a: Mónica y Jocelyn. Cita individual con: Belén.
Javier eliminó a: Isidora y Marta. Cita individual con: ¿?
Cuarto programa:
- En el cuarto programa, mientras las madres de los chicos investigan a las candidatas y hacen visita en sus casas, los hijos disfrutan de 24 horas a solas: es el momento perfecto para hacer una fiesta y estar a solas con sus chicas. Pero lo mejor está por llegar porque en medio de la fiesta, viene una persona inesperada: sin que sus madres ni sus candidatas lo sepan, los solteros tuvieron la opción de darle otra oportunidad a alguna de las chicas eliminadas, lo que provoca los celos de algunas de las pretendientas. Pero si alguien entra, otra tiene que salir: al final del programa los solteros expulsan a una candidata más.

Quinto programa:
- En el quinto programa se dan a conocer quienes serán las pretendientes que viajen a un lugar romántico del continente junto a los participantes para sacar el máximo partido a la relación y convencerles de que son ellas las mujeres perfectas para lo largo de sus vidas.

Sexto programa:
- Los chicos intercambian a sus candidatas con otros chicos para poder conocerlas, se realizan las primeras citas de intercambio de candidatas día y noche.

Séptimo programa:
- Los chicos pasan día y noche con dos de sus pretendientas, mientras comparten un día entero con una de ellas, la otra pasa la jornada con la madre y tiene la oportunidad de demostrarle por qué ella es la mejor candidata para conquistar el corazón de su hijo. Sin embargo, los chicos tendrán distintas maneras de luchar para conquistar a su elegida final. Además los participantes tienen citas de intercambio, es decir las candidatas tendrán una cita grupal con otro participante el cual no le corresponde a ellas. Semana a semana la elección de candidatas se convierte en una tarea más difícil, por ello Fernanda y Ruth se la juegan con todo para ganar el amor de Ricardo.

Octavo programa:
- Por el programa han pasado diez candidatas para cada uno de los solteros que hicieron todo lo posible por conquistar a los chicos y conseguir el beneplácito de sus futuras suegras. Las madres reunidas por primera vez entre ellas, hacen balance de lo que han vivido a lo largo del programa.

### Las Candidatas
– Ganadora
     – Finalista eliminada
     – El hijo decidió elegir a su madre y por lo tanto rechazó a la finalista.
     – El hijo decidió no elegir a ninguna y por lo tanto rechazó a la finalista.
     – Abandonó en la final.
     – Elegida por Rodrigo.
     – El hijo tenía a una candidata finalista pero decide elegir a otra candidata de otro grupo debidó a que al tener la cita de intercambio queda enamorado de ella. El hijo decide elegir a una candidata de otro grupo y por lo tanto rechazó a la finalista.
     – Eliminada en la Etapa 2
     – Eliminada en la Etapa 1
| Participante | Candidatas | Candidatas | Candidatas |
| ------------ | ---------- | ---------- | ---------- |
| Javier       | Isidora    | Barbie     | Carlita    |
| Javier       | Claudia    | C. Riffo   | Carlita    |
| Javier       | Sarita     | Claudia    | Carlita    |
| Francisco    | Mónica     | Celeste    | Carolina   |
| Francisco    | Jocelyn    | Paulina    | Carolina   |
| Francisco    | Karen      | Belén      | Carolina   |
| Max          | Pilar      | Camila     | Fabiana    |
| Max          | Caco       | Cony       | Fabiana    |
| Max          | Romina     | Andrea     | Fabiana    |
| Ricardo      | Yanina     | Michelle   | Fernanda   |
| Ricardo      | Carolina   | Cony       | Fernanda   |
| Ricardo      | Romina     | Ruth       | Fernanda   |
| Rodrigo      | Fabiola    | Javiera    | Norma      |
| Rodrigo      | Bárbara    | Marcela    | Norma      |
| Rodrigo      | Marión     | Lady       | Norma      |

### Presentadores
La presentadora de esta edición es:
- Vivi Kreutzberger, programas semanales.